# 賀伯特·優霸
賀伯特·塞普蒂馬斯·優霸（Herbert Septimus Uber，1885年—1969年），是一名來自英格蘭的男子羽球運動員。
賀伯特·優霸出生於蘭貝斯。他曾獲得4次全英羽球錦標賽冠軍。包括1925年的男子雙打冠軍（搭配亞瑟·肯尼斯·瓊斯），以及1930-32年的3次混合雙打冠軍。他在為薩里郡效力時獲得入選英格蘭隊。
他的混合雙打冠軍是與他的妻子貝蒂·優霸（婚前姓柯賓，Corbin）一起贏得的。他們是在1925年結婚。優霸這個姓氏因優霸盃而成為羽球界的重要名詞。